# 四氟乙烷-1,2-二磺酸
四氟乙烷-1,2-二磺酸是一种有机硫化合物，化学式为HSO3CF2CF2SO3H。它可由四氟乙烷-1,2-二磺酰氟和氢氧化钙反应，得到钙盐后再与硫酸反应制得。它的酸性根据其三甲基硅酯的29Si NMR测得，其pKS1为−5.6。

## 拓展阅读
- Philip N. Ross Jr. 1983 J. Electrochem. Soc. 130 882 doi:10.1149/1.2119849